# Hosty
Hosty jsou obec v okrese České Budějovice, poblíž soutoku řek Vltavy a Lužnice, zhruba 5 km severozápadně od Týna nad Vltavou. Žije zde 170 obyvatel.
V katastrálním území obce u soutoku Vltavy a Lužnice je samota  Nový Dvůr – bývalý dvorec pražského arcibiskupství.

## Historie
V Hostech na soutoku Vltavy a Lužnice v trati „Pod Novým dvorem“ bylo ve starší době bronzové na obchodní stezce podél Vltavy na ploše min. 3 ha rozsáhlé sídliště Lokalita byla zatopena při napuštění vodního díla Kořensko.
První písemná zmínka o vsi (Hosti) pochází z roku 1268.
V okolí Hostů se těžil grafit.

### Starostové
- 1992–2005 Jan Panoch
- 2006–2014 Josef Hladeček
- od 2014 František Matějka

## Osobnosti
- Jaroslav Hájíček (1899–1978), voják, zpravodajský důstojník, příslušník protinacistického odboje

## Pamětihodnosti
- Kaple Nejsvětější Trojice, postavena roku 1899, naposled rekonstruována 1992

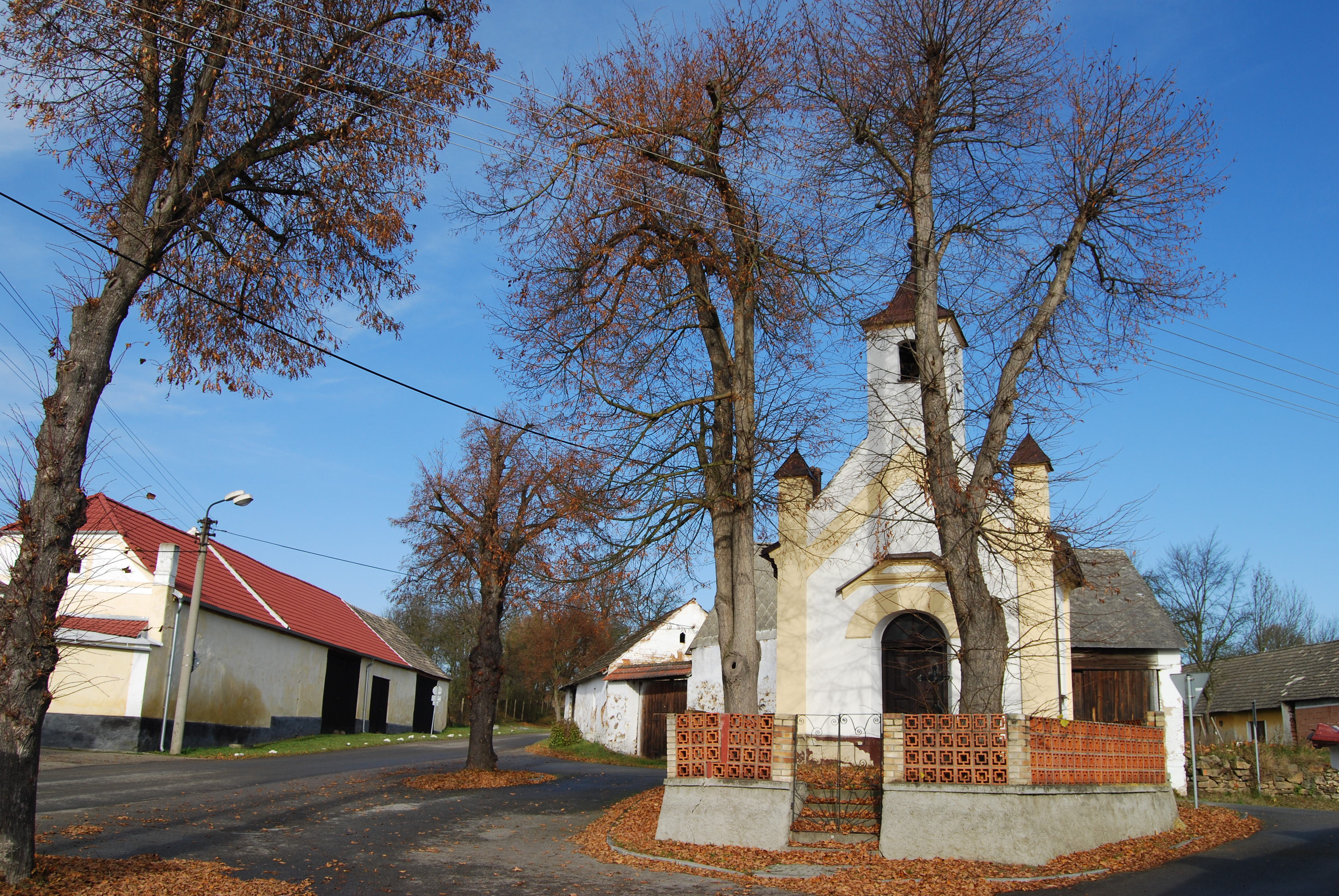
Kaple na návsi

- Na území obce je 5 mohylových pohřebišť.[9]